# Doric Germain
Œuvres principales
La Vengeance de l'orignal
Doric Germain, né le 14 avril 1946 à Lac-Sainte-Thérèse, près de Hearst (Ontario, Canada), est un romancier franco-ontarien.

## Biographie
Originaire du Nord de l'Ontario, Doric Germain fait ses études au Collège universitaire de Hearst (maintenant Université de Hearst), à l'Université d'Ottawa et à l'Université Laval. Il enseigne brièvement à l'école secondaire. Il est professeur de langue et de littérature françaises à l'Université de Hearst à partir de 1970. Ayant constaté que les élèves du secondaire lisent peu, il écrit des romans d'aventures qui se passent dans leur milieu, le Nord de l'Ontario. Il publie ainsi en 1980 La Vengeance de l'orignal, roman jeunesse considéré comme un best-seller de la littérature franco-ontarienne et en lice pour le prix Champlain. En 2004, il se mérite le Prix des lecteurs de Radio-Canada pour Défenses légitimes. L'œuvre de Doric Germain est le corpus littéraire le plus étudié dans les écoles franco-ontariennes.

## Thématique et esthétique
Doric Germain développe trois genres littéraires : le conte merveilleux, où les personnages surmontent des épreuves, le roman d’aventure et le roman d’apprentissage, lié au respect de la nature. Le roman La vengeance de l'orignal constitue, avec la trilogie Les chroniques du Nouvel-Ontario d'Hélène Brodeur, un repère important de la littérature franco-ontarienne en mettant en roman le paysage et la société franco-ontarienne du Nord de l'Ontario. Trois chasseurs ayant abattu illégalement un orignal découvrent de l'or dans une rivière de la forêt du Nord ontarien. Dans Le Trappeur du Kabi (1981), trois chasseurs en vacances vivent différentes aventures qui laissent supposer que l'un d'eux est pris d'une folie criminelle alors qu'un trappeur cri mène une lutte contre les Blancs qui ont volé la richesse, la dignité et le liberté de son peuple. Le soleil se lève au Nord (1991) se déroule également dans les territoires de chasse du Nord ontarien, où un jeune homme fait un apprentissage auprès de son oncle trappeur et de sa tante amérindienne. Dans Poison (2001), Doric Germain adopte un sujet plus intérieur, où une femme, dont les parents et la fille vivent alcoolisme et maladie, prise entre l'amertume du passé et la crainte de l'avenir, s'enfuit dans l'alcool et la drogue. Défenses légitimes (2003) raconte les événements de Reesor Siding, une fusillade meurtrière qui s'est produite dans la nuit du 10 au 11 février 1963 à quelques kilomètres à l'ouest d'Opasatika. Doric Germain y relate l'opposition entre les travailleurs de la scierie en grève et les cultivateurs qui approvisionnent l'entreprise en bois durant le conflit.
Les œuvres de Doric Germain se passent principalement dans la ville de Hearst et dans la communauté oji-cree de Constance Lake. Doric Germain développe des œuvres dressant un portait positif des francophones, où ils doivent affronter la nature et l'altérité des Amérindiens et des anglophones.
Quelques citations de Doric Germain :
- « S'il est une caractéristique universelle en cette vie, c'est bien que tout finit par passer. » - Poison
- « Le véritable héroïsme n'est pas l'absence de peur mais la canalisation de la peur vers l'action. » - Le soleil se lève au nord
- « L'égoïsme à l'état sauvage fait de l'homme une brute sans pitié, mais dompté par l'amour, il est source de beauté et de grandeur d'âme. L'amour de soi ne peut s'épanouir que s'il sait s'agrandir suffisamment pour englober les autres. » - Poison
- « La grande nature, comme le feu, peut être source de réconfort et de paix, mais elle exige de ses usagers un respect de tous les instants. » - Le soleil se lève au nord

## Œuvres
- 1980 – La Vengeance de l'orignal, Prise de parole
- 1981 – Le trappeur du Kabi, Prise de parole
- 1991 – Le soleil se lève au nord, Prise de parole
- 2001 – Poison, Prise de parole
- 2003 – Défenses légitimes, Le Nordir